# Sooretama (kommun i Brasilien)
Sooretama är en kommun i Brasilien.   Den ligger i delstaten Espírito Santo, i den sydöstra delen av landet, 900 km öster om huvudstaden Brasília. Antalet invånare är 23 860.
Omgivningarna runt Sooretama är huvudsakligen savann. Runt Sooretama är det ganska tätbefolkat, med 78 invånare per kvadratkilometer.